# Aklak Air
Aklak Air ist eine kanadische Fluggesellschaft mit Sitz in Inuvik. Sie betreibt ein ganzjähriges und saisonales Streckennetz im Nordwesten Kanadas. Zusätzlich werden Charterflüge in die westliche Arktik angeboten. Die Hauptbasis befindet sich am Flughafen Inuvik Mike Zubko.

## Geschichte
Aklak Air wurde 1977 gegründet und begann 1978 mit dem Flugbetrieb. 1994 schlossen Aklak Air und Kenn Borek Air einen Joint-Venture-Vertrag. Dadurch erhielt Aklak Air bei Bedarf Zugriff auf die Flotte von Kenn Borek Air. Aklak Air befindet sich im vollen Besitz der Inuvialuit Joint Venture Company.

## Flugziele
Aklak Air bedient folgende Linienziele:
- Aklavik (Anzahl der Flüge abhängig vom Bedarf)
- Fort McPherson (nur wenn die „Ice Road“ geschlossen oder die Fähre außer Betrieb ist)
- Inuvik, Norman Wells, Paulatuk, Sachs Harbour, Tuktoyaktuk (abhängig vom Bedarf), Ulukhaktok.

## Flotte

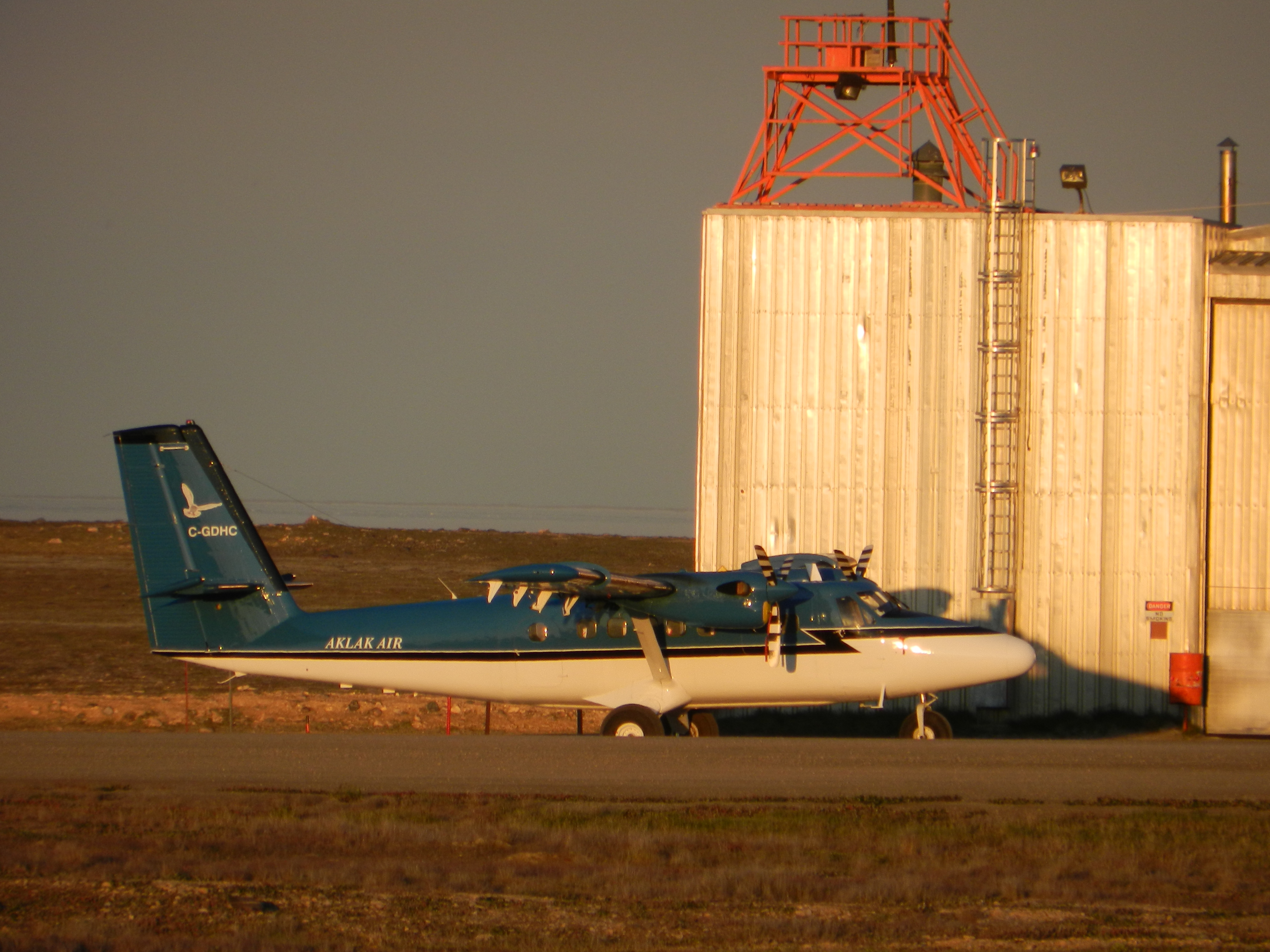
De Havilland DHC-6 Twin Otter der Aklak Air, 2013

Folgende Flugzeugtypen werden auf Bedarf von Kenn Borek Air bereitgestellt und betrieben:
- De Havilland DHC-6 Twin Otter 	2-3 (saisonal)
- Beechcraft 1900 	1
- Beechcraft King Air 200 	2
- Basler BT-67 (Turbo Douglas DC-3) 	1 (saisonal)